# 낙원 - 파라다이스
"낙원 - 파라다이스"는 2009년에 개봉한 한일 합작 영화이다.

## 캐스팅
- 지진희 : 일호 역
- 김하늘 : 미경 역
- 김유정 : 화란 역
- 전수경 : 아람 역
- 정민성 : 재광 역
- 김기방 : 사환 역
- 박윤희 : 승재 역
- 김정상 : 계상 역
- 추귀정 : 방희 역
- 전헌태 : 명훈 역
- 김진구 : 아줌마 역
- 송경화 : 미경 모 역
- 아지영 : 여학생 1 역
- 안성현 : 남학생 1 역
- 신소이 : 어린 미경 역
- 김건호 : 역무원 역